# Formatie van Peelo

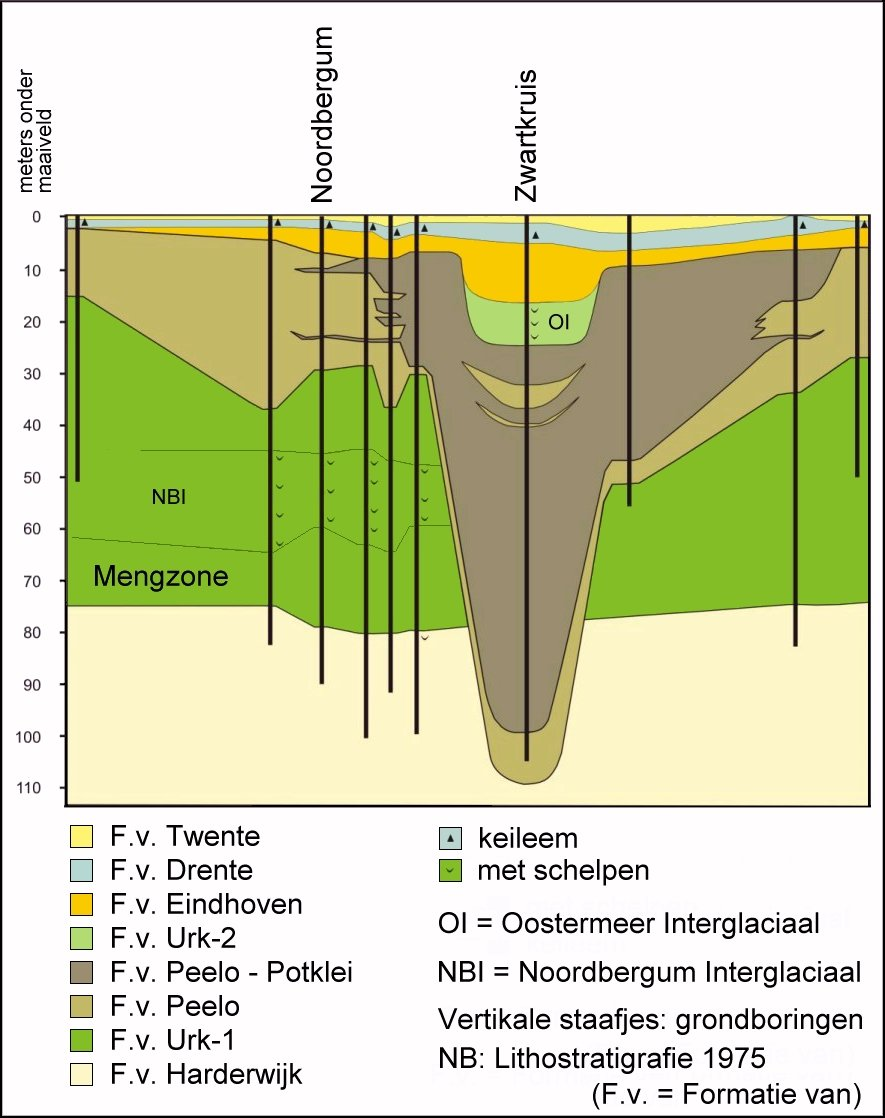
Geologisch profiel door tunneldal bij Noordbergum, dat grotendeels is opgevuld met de Formatie van Peelo
Let op: hier is de oude lithostratigrafie gebruikt

De Formatie van Peelo (afkorting: PE) is een geologische formatie gevormd tijdens en na de glaciatie van het Elsterien. De formatie vormt de opvulling van grote tunneldalen die vermoedelijk onder een ijskap zijn ontstaan. De formatie is genoemd naar de plaats Peelo in Drenthe. Samen met een groot aantal andere formaties van neogene en kwartaire ouderdom vormt de Formatie van Peelo de Boven-Noordzee Groep, die op de meeste plaatsen de bovenste honderden meters van de Nederlandse ondergrond beslaat.

## Lithologie
De Formatie van Peelo wordt gekenmerkt door de fijn zand en klei.

## Onderverdeling en ontstaan
Binnen de Formatie van Peelo wordt het volgende laagpakket onderscheiden:
- Laagpakket van Nieuwolda, Dit laagpakket bestaat voornamelijk uit kalkrijke en glimmerhoudende klei, de potklei. Vermoedelijk is deze klei afgezet onder (glacio-)mariene omstandigheden.

## Ligging
De Formatie van Peelo is te vinden in de ondergrond van grote delen van Noord Nederland.